# Валлис, Михаэль Иоганн фон
Михаэль Иоганн фон Валлис (собственно: Уоллис; нем. Michael Johann von Wallis; 4 января 1732, Неаполь — 18 декабря 1798, Вена) — австрийский (священно-римский) фельдмаршал (1789). Сын фельдмаршала Франца Венцеля фон Валлиса (1696—1774) и его супруги, Марии Розы Регины урождённой графини фон Тюргейм (1705—1777).

## Биография
Родился в 1732 году в Неаполе. Выходец из католической ирландской семьи Уоллис, бежавшей на континент от преследования со стороны английских протестантов. Несколько поколений членов семьи Уоллес находились на австрийской военной службе (где их, на немецкий манер, именовали фон Валлисами), занимали высокие военно-административные посты.
В 1747 году, в возрасте около 15 лет, поступил офицером в полк своего отца. Семь лет спустя получил звание подполковника, а в 1758 году — полковника (в 26 лет). Дальнейшая карьера Валлиса развивалась стремительно. Генерал-майор (1764), фельдмаршал-лейтенант (генерал-лейтенант; 1773), шеф полка, где сам начинал службу (11-го пехотного) с 1774 года (после смерти своего отца). Главнокомандующий в Моравии (1775; 1779—1783), главнокомандующий в Богемии (с 1783), фельдцейхмейстер (полный генерал; 1784). 
Участвовал в Семилетней войне, Австро-русско-турецкой войне, Войне за баварское наследство.
Фельдмаршал и председатель Гофкригсрата (1789; 1791—1796). Неудачи австрийских войск на начальном этапе французских революционных войн — во многом «заслуга» фон Валлиса. 
С 1796 года в отставке (на посту председателя Гофкригсрата его сменил сперва Ностиц-Ринек, а затем Тугут).
Скончался в 1798 году в Вене.